# Free Realms
A Free Realms egy fantáziavilágban játszódó Massively Multiplayer Online Role-Playing Game (MMORPG), melyet a Sony Online Entertainment (SOE) fejlesztett. A játék PC változata 2009. április 29-én került bemutatásra. A PlayStation 3 változat megjelenéséről 2009 májusában még nem volt hivatalos adat. A Sony Online elnöke, John Smedley, közölte: a játék elérte az 1 millió regisztrált játékost, 18 nappal az elindulás után. A játék 2014. március 31-én bezárt.

## A játék
A játék szabadon letölthető és ingyenesen játszható. A PC verzió a hivatalos Free Realms siteról vagy a Miniclip oldalról érhető el. Miközben a játékos elkészíti a karakterét a háttérben az ehhez szükséges adatok letöltődnek. Ez így történik játék közben is, az aktuálisan szükséges adatok valós időben töltődnek le, ezzel elkerülve a hosszú letöltési időt.
A PlayStation 3 verzió a PlayStation Network-ön keresztül érhető el.
A játék kínál egy opcionális előfizetési lehetőséget havidíjért. Ez az előfizetés maximálisan 3 karakterrel használható fel és azonos időben egy hálózatról csak egyszer futtatható a játék. Később lehetséges egy családi csomag megjelenése mely engedélyezi a több gépről az azonos időben történő játékot.
Minden játékos választhat munkák közül mint például felfedező, ninja, postás, gyógyító, kovács, bányász, harcos, íjász, kincs vadász, varázsló, autóversenyző, séf, de akár az összeset is kipróbálhatja anélkül hogy új karaktereket kellene készítenie.

## Főcím dal
A Free Realms főcím dala a “It’s Your World” (magyarul: Ez a te világod) nevet viseli. A dal elérhető iTunes-on. A dalt a The Dares, egy dél-Kaliforniai pop-punk banda énekli, Robbie Nevil és Matthew Gerrard külön a Free Realms számára szerezte.

## Guinness rekord
2009. június 2-án a The Dares és a Sony Online Entertainment egy új Guinness Rekordot állított fel: Ők adták ugyanis az első olyan koncertet, mi egyidejűleg a valóságban és a virtuális térben is zajlott. A koncertre az Los Angeles-i E3 rendezvényen, mialatt a koncert virtuális változata a Free Realms játékban zajlott.

## A Free Realms képregény
A képregény számonként 3,99 dollárba kerül. Tizenkét kiadás jelent meg, mindegyik egy egyedi egyszer használható kóddal amiért a játék virtuális világában jutalom jár. DC Comics által került kiadásra. A képregény írója J.S. Lewis, akinek a tollából származik a "Gray Griffon" sorozat is.
A képregény főszereplője a szőke és kék szemű Dane Kensington, egy harcos, aki kalandra indul annak a reményében, hogy erősebbé válik.